# قرار مجلس الأمن التابع للأمم المتحدة رقم 1507
قرار مجلس الأمن التابع للأمم المتحدة 1507، المتخذ بالإجماع في 12 أيلول / سبتمبر 2003، بعد إعادة تأكيد جميع القرارات المتعلقة بالحالة بين إريتريا وإثيوبيا، ولا سيما القرار 1466 (2003)، مدد المجلس ولاية بعثة الأمم المتحدة في إثيوبيا وإريتريا. حتى 15 مارس 2004.
تم تبني القرار بعد أن ذكر الأمين العام كوفي أنان أن إثيوبيا وإريتريا فشلتا في بدء حوار سياسي، اتفق البلدان على الاعتراف بالترسيم الحدودي الجديد رغم أنه لم يتم تنفيذه.

## القرار

### أعمال
ومدد القرار ولاية بعثة الأمم المتحدة في إثيوبيا وإريتريا بمستوى القوات الحالي البالغ 4200 وفقا للقرار 1320 (2000). ودعا إلى بدء ترسيم الحدود كما هو مقرر من قبل لجنة الحدود. وتم حث الطرفين على الوفاء بالتزاماتهما بموجب اتفاق الجزائر والتعاون مع لجنة الحدود من أجل أن تفي بولايتها. ودُعيت الأطراف كذلك إلى التعاون مع بعثة الأمم المتحدة في إثيوبيا وإريتريا وحماية موظفي الأمم المتحدة وإنشاء ممر جوي بين عاصمتي أديس أبابا وأسمرة لتسهيل عمل العملية وتقليل التكاليف الإضافية.
وجدد المجلس التأكيد على أهمية الحوار بين البلدين وتطبيع العلاقات الدبلوماسية مع متابعة التقدم. ورحبت بالمساهمات في عملية ترسيم الحدود ودعت إلى مزيد من المساعدة من المجتمع الدولي .

## روابط خارجية
- نص القرار في undocs.org